# Gyrinops moluccana
Gyrinops moluccana är en tibastväxtart som först beskrevs av Friedrich Anton Wilhelm Miquel, och fick sitt nu gällande namn av Eduardo Quisumbing y Argüelles. Gyrinops moluccana ingår i släktet Gyrinops och familjen tibastväxter. Inga underarter finns listade i Catalogue of Life.